# مپل‌تاون (پنسیلوانیا)
مپل‌تاون (به انگلیسی: Mapletown) یک منطقهٔ مسکونی در ایالات متحده آمریکا است که در شهرستان گرین، پنسیلوانیا واقع شده‌است. مپل‌تاون ۱٫۰۳ کیلومتر مربع مساحت و ۱۳۰ نفر جمعیت دارد و ۳۰۱٫۱۵ متر بالاتر از سطح دریا واقع شده‌است.